# Carl Perkins
Carl Perkins (n. 9 aprilie 1932, Tiptonville⁠(d), Tennessee, SUA – d. 19 ianuarie 1998, Jackson⁠(d), Tennessee, SUA) a fost un pionier al muzicii rockabilly (un mix de rhythm and blues și muzică country), începând din 1954, când a încheiat un contract cu casa de discuri Sun din Memphis. A fost un artist fără precedent, influența sa asupra muzicii rock and roll simțindu-se până în zilele noastre, în special prin compozițiile sale rafinate și interpretarea sa la chitară. Cea mai cunoscută piesă semnată de Carl Perkins este Blue Suede Shoes.
Conform spuselor lui Charlie Daniels, „piesele lui Carl Perkins personificau era rockabilly, iar sound-ul Carl Perkins personifica sound-ul rockabilly mai mult decât a reușit oricine implicat în acest stil, pentru ca Perkins nu și-a schimbat perspectiva muzicală niciodată”.
Piesele lui Perkins au fost înregistrate de artiști cu multă popularitate, precum: Elvis Presley, The Beatles și Johnny Cash, care au pus bazele rock and roll-ului în istoria muzicii contemporane.

## Copilăria
Perkins a fost fiul unei familii de dijmași de lângă Tiptonville, Tennessee. A crescut în spiritul muzicii sudiste gospel, cântată de către albi în biserică și de către cei de culoare pe plantațiile de bumbac, unde Perkins a început să lucreze de la vârsta de 6 ani.
În serile de sâmbătă, el asculta la radio împreună cu tatăl său muzica de la Grand Ole Opry. Reprezentațiile emise de catre Roy Acuff la Opry, l-au inspirat puternic pe Perkins, determinându-l să-i ceara parinților lui o chitară. Pentru ca nu și-au putut permite o chitara adevărată, tatăl lui Perkins a improvizat o chitară dintr-o cutie de trabucuri și o coada de matura.
Carl a început să învețe cum să cânte la chitara mai mult printr-un coleg de pe câmp, numit John Westbrook, care ulterior i-a devenit prieten. “Unchiul John” cum îl numea Carl, era un afro-american în vârstă de 60 de ani, care obișnuia să cânte blues și gospel la vechea sa chitară acustică. “Unchiul John” l-a sfătuit pe Carl, ca atunci când cântă, să “se apropie de chitara. Poți să simți cum alunecă pe corzi, intrându-ți în minte și apoi în suflet. Poți să o simți. Las-o să vibreze.” Pentru că Perkins nu și-a permis corzi noi, când cele vechi s-au rupt, le-a legat, perseverand cu orice preț în exprimarea sa ca artist.
În ianuarie 1947, familia Perkins s-a mutat de la Lake County la Madison County. Înlocuirea radioului cu baterii cu unul ce funcționa pe electricitate, li distanța mică față de Memphis, a lărgint orizonturile muzicale ale lui Carl Perkins, având astfel posibilitatea să asculte o largă varietate de abordari muzicale. 
La vârsta de 14 ani, folosind progresia IIVV comună pieselor country la modă, Perkins a scris o piesă ce va fi cunoscută în jurul orașului Jackson sub numele de “Let Me Take You To the Movie, Magg”. (Aceeași piesă il va convinge pe Sam Phillips să semneze cu Perkins un contract cu casa de discuri Sun).

## Începuturile carierei muzicale
Perkins si fratele sau Jay au avut prima lor slujbă plătită (din bacșiș), la sfârștiul lui 1946,  cântând în serile de miercuri, ca sursă de distracție la “Cotton Ball” pe autostrada 45, cam 12 mile sud de Jackson, TN. Carl avea doar 14 ani. Una din piesele pe care le-au cântat a fost un uptempo, o versiune country blues a piesei “Blue Moon of Kentucky”, de Bill Monroe.
În urmatorii cațiva ani, frații Perkins au început să cânte în jurul orașelor Bemis și Jackson alte piese tip tonk, inclusiv în El Rancho, The Roadside Inn și The Hilltop, devenind deja o mare atracție pentru locuitorii acelei zone.
În ianuarie 1953, Carl s-a căsătorit cu Valda Crider pe care o cunoștea de cațiva ani. Valda l-a încurajat pe Carl să înceapă să lucreze doar la stilul honky-tonk. Carl a început să cânte 6 nopți pe săptămână.
În iulie 1954, Perkins și soția lui, au auzit la radio o nouă adaptare a piesei “Blue Moon of Kentucky” de Elvis Presley, Scotty și Bill. Valda a exclamat “ascultă! Cântă la fel ca tine! Sună exact ca tine!” După înregistrarea piesei ce a fost ulterior lansată, Presley a exclamat “Sună exact ca și Carl Perkins!”. Când piesa “Blue Moon of Kentucky” și-a mai pierdut din popularitate, Carl a spus: “În Memphis este cineva care înțelege ce facem noi. Trebuie sa-i fac o vizită.”

## Cariera muzicală la Casa de discuri Sun
La începutul lui octombrie 1954, Perkins a avut succes la audiția dată pentru Sam Phillips de la casa de discuri Sun. Pe 19 martie 1955, au fost lansate “Movie Magg” și “Turn Around” sub marca Flip(151), deținută de Phillips, “Turn Around” devenind un hit regional. Datorită acestei piese difuzată de-a lungul regiunii de sud și sud-vest, lui Perkins i s-a propus să apară împreună cu Elvis Presley, la teatrele din Mariana și West Memphis, statul Arkansas. Comentând reacția publicului atât la adresa sa, cât și a lui Presley, Perkins a afirmat: “Când săream pe scenă, oamenii țipau, dar doar pentru a se pregăti pentru el. A fost exploziv. Dintr-o dată toată lumea era învăluita în rock.”

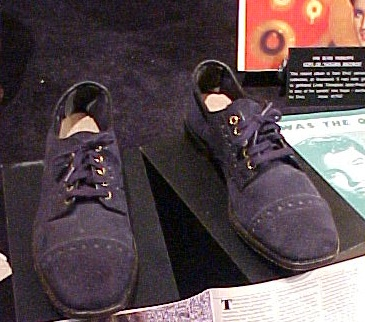
Pantofi ce au reprezentat inspiraţia pentru Carl Perkins

Următorii artiști adăugați în spectacole de către Sun, au fost Johnny Cash și The Tennessee Two.
Un alt hit regional aparținând lui Perkins, a fost “Gone Gone Gone”, lansat în octombrie 1955, de către studioul de înregistrări Sun. A fost acompaniat de către Let The Juke Box Keep On Playing, completat cu vioară, linie bas western boogie, chitară electrică și voce.
În aceeași toamnă a anului 1955, Perkins a compus cântecul "Blue Suede Shoes". El s-a inspirat dintr-un incident la o seară dansantă honky-tonk, când unul dintre dansatori a devenit agasant față de parteneră, pentru că i-a murdărit pantofii "suede". Câteva săptămâni mai târziu, pe 19 decembrie 1955, Perkins și trupa sa, au înregistrat piesa în timpul unei sesiuni de înregistrare la unul din studiourile Sun din Memphis. Phillips a sugerat schimbări ale versurilor “Go Cat Go”, însă trupa a schimbat chiar sfârșitul piesei într-un ritm boogie. În timpul inregistrarilor ce durau de ceva timp, și încă câteva pahare, sunetul a devenit mai dur, mai tare și mai liber, iar Perkins a început să cânte cu pasiune. Phillips a știut atunci că a găsit piesa potrivită să scoată la suprafață blues-ul din muzica lui Perkins, și să producă un hit. În noiembrie, Elvis Presley a întrerupt colaborarea cu casa de discuri Sun, pentru mai multe oportunități cu cei de la RCA. Pe 19 decembrie 1955, Phillips care începuse deja sa il înregistreze pe Perkins la sfârșitul anului 1954, a declarat: “Carl Perkins, acum tu ești pisica mea rockabilly”.
“Blue Suede Shoes” a fost lansată pe 1 ianuarie 1956, urmând la scurt timp un succes masiv în topuri. În Statele Unite a fost pe locul 1 în topurile de muzică country Billboard (singurul hit numarul 1 care l-a avut), și pe locul doi în topul celor mai bine vândute piese pop. Pe 17 martie, Perkins a fost primul artist de muzică country care a ajuns pe locul 3 in topurile de rhythm & blues.
Perkins a interpretat pentru prima data “Blue Suede Shoes” la televiziunea națională ABC-TV, pe 11 februarie 1956.
În Marea Britanie, piesa a devenit un hit în top ten. A fost înregistrată prima dată ca fiind una din mărcile Sun, în vederea vânzării a peste un million de exemplare. În anii '70, cântecele partii B a albumului, au fost preluate de către The Beatles, Wanda Jackson și T Rex. Jonh Lennon obișnuia să interpreteze “Blue Suede Shoes” în perioada când cânta în trupa The Beatles. După desființarea formației, Lennon a interpretat singur cantecul, ca în varianta de pe "Lost Lennon Tapes", iar după moartea acestuia, melodia a interpretat-o Ringo Starr (fost membru al formației The Beatles).
Sam Phillips a plănuit să-l surprindă pe Perkins cu un disc de aur în timpul spectacolului lui Perry Como. “Shoes” vânduse pana pe 22 martie mai mult de 500.000 de exemplare.
“Blue Suede Shoes” a ajuns pe locul întâi în aproape toate topurile regionale pop, R&B și country. De asemenea a deținut poziția doi în Billboard Hot 100 și în topurile country. Piesa “Heartbreak Hotel” a lui Elvis Presley a deținut numărul unu în topurile pop și country, în timp ce “Shoes” a realizat o mai bună performanță în topurile R&B. Până la mijlocul lunii aprilie, s-au vândut mai mult de un million de exemplare ale hit-ului “Shoes”.

## Revenind la înregistrări și turnee
Perkins s-a reîntors la spectacolele live pe 21 aprilie, în acelați an în care a plecat în turul “The Big D Jamboree” Beaumont, Texas.
Înainte de a rezuma viata de turneu, Sam Phillips a aranjat la Sun o sesiune de înregistrare cu Ed Cisco ținând locul lui Jay care se recupera încă. Până la mijlocul lunii aprilie erau înregistrate piesele: "Dixie Fried", "Put Your Cat Clothes On", "Right String, Wrong Yo-Yo", "You Can't Make Love to Somebody", "Everybody's Trying to Be My Baby" și "That Don't Move Me".
La începutul verii, Perkins a fost plătit cu $1000 să interpreteze doar două piese pe noapte în turul prelungit “Top Stars of ‘56”. Alți artiști ai acestui tur au fost Chuck Berry, Frankie Lymon și The Teenagers. Când Perkins și trupa sa au apărut pe scenă în Columbia , South Carolina, Carl a fost consternat să vadă un adolescent sângerând, fiind presat de multime. În timpul primei pauze la chitară a piesei “Honey Don’t”, au fost luați de pe scenă și duși într-o cabină liberă, fiind protejați de o linie dublă de poliție. Carl a afirmat: “ A fost periculos. Mulți copii au fost răniți. A fost multă zarvă, nebunie! Muzica i-a înnebunit.” Șocat de ceea ce vazuse, Carl a părăsit turneul.
În 1965, casa de înregistrări Sun a realizat mai multe piese apartinand lui Perkins: “Boppin'The Blues”, “All Mama's Children” (Sun 243), “Dixie Fried”, “I'm Sorry, I'm Not Sorry” (Sun 249), “Matchbox” si  “All Mama's Children” (Sun 261) ce a fost lansata in 1957. Piesa “Matchbox” este considerată a fi o piesă de referință rockabilly. Ulterior in 1985, George Thorogood și The Destroyers au realizat pe albulmul Maverick o preluare după “Dixie Friend”. Aceeași piesă a fost preluată și de The Kentucky Headhunters, precum și de Keith de Groot pe un album din 1968, intitulat No Introduction Necesary, album ce l-a avut pe Jimmy Page la chitară principală și pe John Paul Jones la chitară bas. 
În aceeași zi în care piesa “Matchbox” a fost înregistrată, Elvis Presley a vizitat studioul. Alături de Johnny Cash (ce a plecat înainte ca sesiunea să se fi terminat), Perkins, Jerry Lee Lewis și Presley au petrecut mai mult de o oră cântând piese gospel, country și rhythm-and-blues în timp ce erau înregistrați. Sesiunea de înregistrare a fost numită în ziua următoare de către un ziar local, ca fiind The Million Dollar Quartet, și a fost lansată în sfârșit în 1990.
Filmul Jamboree din 1957 include o piesă semnată Carl Perkins, “Glad All Over”, piesă ce se aude pe coloana sonoră timp de 1:55 minute. “Glad All Over”, scrisă de Schroeder, Tepper și Bennett, a fost lansată de către Sun în ianuarie 1958. În 1957, Perkins a avut cel puțin două apariții la The Town Hall Party, in Compton, California, interpretand atât “Blue Suede Shoes” cât și “Matchbox”.

## Cariera muzicală la Casa de discuri Columbia
În anul 1958, Perkins s-a mutat la casa de discuri Columbia, unde a înregistrat piese precum: “Jive at Five”, “Anyway the Wind Blows”, “Hambone”, “Pointed Toe Shoes” și “Sister Twister”.
Caznio-ul The Golden Nugget din Las Vegas a găzduit în 1962 multe spectacole ale lui Perkins, însă acesta a mai avut și alte apariții în 9 state din vestul mijlociu, precum și un turneu în Germania. Reprezentațiile de la The Golden Nugget au continuat pe toată durata anului 1963.
În mai 1964, Perkins a plecat în turneu în Anglia, împreună cu Chuck Berry și Eric Burton, iar The Animals i-au acompaniat. În ultima noapte din turneu, Perkins a participat la o petrecere care s-a dovedit a fi în numele lui, petrecerea sfârșindu-se prin a împartăși istorioare, cântând la chitară precum și la voce, înconjurat de The Beatles (John, Paul, George și Ringo), care la momentul respectiv era cea mai cunoscută trupă din lume. Ringo l-a întrebat pe Carl daca poate să preia piesa “Honey Don’t”. Carl a răspuns: “Dă-i drumul. De ce nu?” Astfel, The Beatles au preluat “Matchbox”, “Honey Don’t” și “Everybody’s Trying to Be My Baby” – înregistrată de Perkins, dar adaptată dintr-o piesă înregistrată inițial de Rex Griffin în 1936 și preluată de asemenea de Roy Newman. Perkins a mai preluat piesa “Glad All Over”, insă a nu se confundata cu piesa cu același nume a trupei The Dave Clark Five. Un alt turneu în Germania a urmat în toamna anului '64.
Binecunoscut este incidentul de la Tusla, urmat de spactacolul de la San Diego. Cu toate că a încercat să se reabiliteze, consumând doar bere, dar în schimb în cantități mari, în 1968, în timp ce era în turneu cu trupa lui Johnny Cash, Perkins a început o betie de patru zile in Tulsa, Oklahoma, începând cu o sticlă de Early Times. Totuși, la îndemnul lui Cash, Perkins a deschis spectacolul în San Diego, cântând patru piese dupa ce a anterior cunsumase suficient alcool, încât sa vadă totul în ceață. Ulterior a mai băut încă 0.57 l de Early Times, distracția finalizându-se cu lesinat pe autobuz. Era cunoscut faptul că Perkins și Cash, aveau probleme cu viciile, iar Cash în special avea propria sa problemă cu drogurile, însă s-au sprijinit reciproc în lupta contra propriilor dependențe.
În 1968, Johnny Cash a dus piesa “Daddy Sang Bass” (scrisă de Perkins) pe locul întâi în topurile country, poziție ocupată timp de șase săptămâni. Melodia a fost preluată și de Glen Campbell, Statler Brothers și Carl Story. “Daddy Sang Bass” a fost de asemenea nominalizată în Country Music Association pentru piesa anului. Carl Perkins a interpretat chitara principală în single-ul “A Boy Named Sue” de Johnny Cash, single ce a ocupat numărul 1 timp de 5 săptămâni în topul country, și numărul 2 în topul pop. Perkins a petrecut un deceniu în turneele lui Cash și a aparut în The Johnny Cash Show. Perkins a interpretat “Matchbox” împreuna cu Johnny Cash, Eric Clapton și prietenii trupei (Derek și The Dominoes). De asemenea, Cash l-a introdus pe Perkins în sesiunile ce au avut loc alături de Jose Feliciano și Merle Travis.
În februarie 1969, Perkins s-a asociat cu Bob Dylan pentru a scrie “Champaign, Illinois”. Dylan înregistra la momentul respectiv în Nashville, din 12 până în 21 februarie, pentru un album intitulat Nashville Skyline și astfel l-a întâlnit pe Perkins cand acesta lua parte la The Johnny Cash Show, pe 7 iunie. Dylan scrisese atunci o singură strofă, însă inspirația l-a părăsit. Dupa ce Perkins a lucrat la un ritm usor și a improvizat sfârșitul piesei, Dylan a spus: “E cântecul tău. Ia-l. Termină-l”. Piesa a fost inclusă în albumul On Top a lui Perkins, din 1969.
În 1969, Carl Perkins a semnat un contract cu casa de discuri Columbia, unde urma să colaboreze cu formația New Rhythm and Blues Quartet la albumul Boppin' the Blues.
După un lung scandal cu Sam Phillips asupra supremației, în anii 1970 Perkins a câștigat controlul asupra pieselor sale.

## Ultimii ani
În 1981, Perkins a înregistrat piesa “Get It”, acompaniat de Paul McCartney la voce. Această înregistrare a fost înclusa pe albumul de top Tug of War a lui McCartney, album scos pe piața tot de Casa de discuri Columbia, și lansat în 1982.

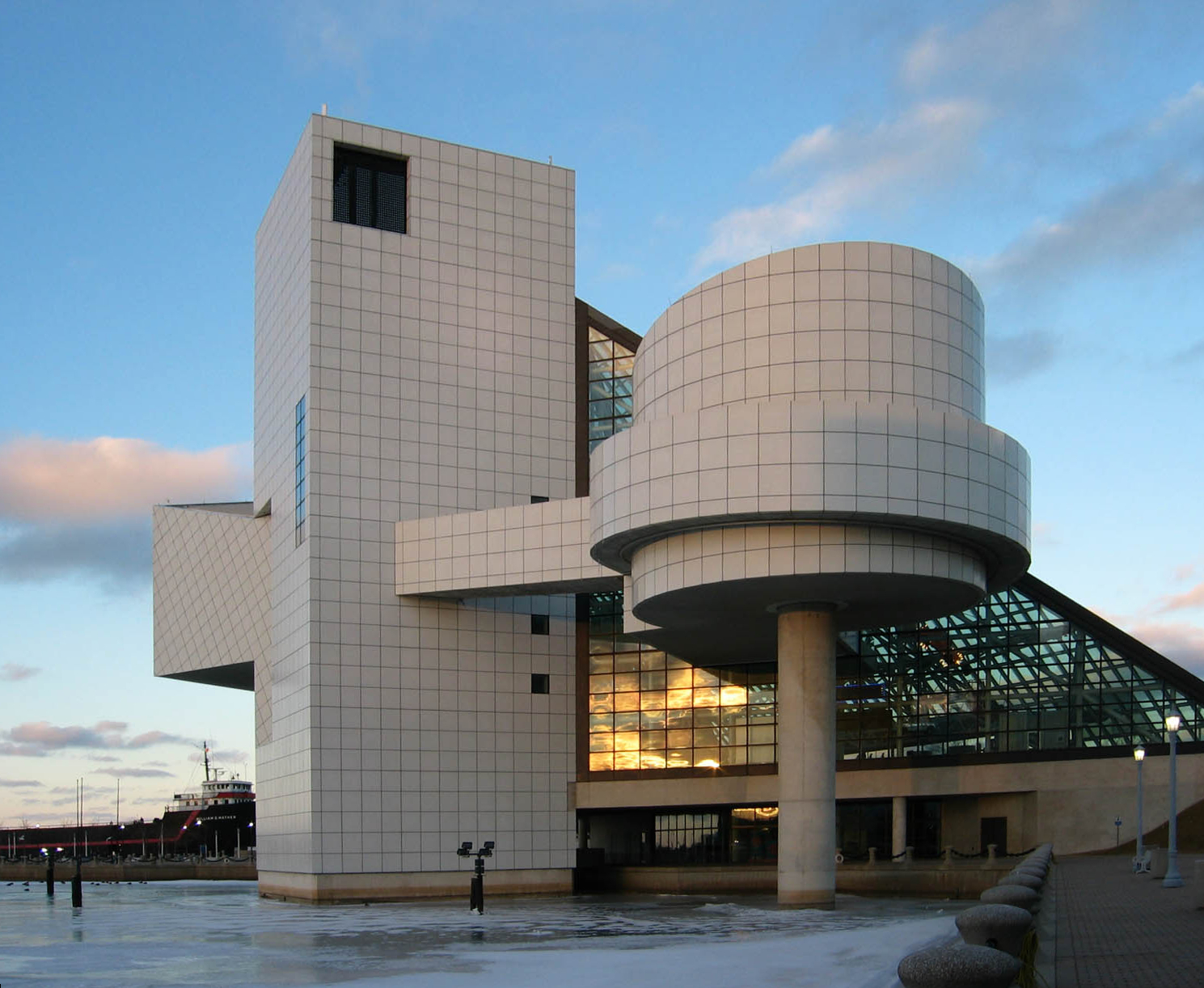
Muzeul Rock and Roll Hall of Fame, Cleveland, Ohio

Renașterea stilului rockabilly din perioada '80, l-a readus în lumină pe Perkins. În 1985, a reînregistrat “Blue Suede Shoes” împreună cu doi mebrii ai trupei Stray Cats, ca parte a coloanei sonore pentru filmul Porky’s Revenge. În același an, George Harrison, Eric Clapton și Ringo Starr au apărut împreună cu Perkins într-o emisiune specială înregistrată în Londra, numită "Blue Suede Shoes: A Rockabilly Session". Perkins și prietenii săi au încheiat sesiunea cântând piesa care l-a făcut celebru, piesă scrisă în urmă cu 30 de ani, ceea ce l-a înduioșat pe Perkins până la lacrimi.
În 1985, Perkins a fost inclus în Nashville Songwriters Hall of Fame, iar în 1987 i-a fost adusă o și mai mare recunoaștere a contribuției sale în muzică , fiind inclus în Rock and Roll Hall of Fame. Ca urmare a succesului înregistrat de piesa “Blue Suede Shoes”, i-a fost acordat premiul Grammy Hall of Fame. Contribuția sa la acest gen de muzică a fost recunoscută și de Rockabilly Hall of Fame.
Perkins a avut o singură performanță notabilă ca și actor, în filmul lui John Landis din 1985, "Into the Night", un film cu multe apariții scurte ale unor actori celebri, ce include și o scena în care personajele interpretate de Carl și David Bowie, se omoară unul pe celălat.
În 1986, Perkins s-a reîntors la studiourile de înregistrare Sun din Memphis, alături lui Johnny Cash, Jerry Lee Lewis și Roy Orbinson, și realizând albumul Class of ’55. Discul a reprezentat un tribut anilor de început de la Sun și în special sesiunii de înregistrare The Million Quartet din 4 decembrie 1956, ce i-a avut ca protagoniști pe Perkins, Presley, Cash și Lewis.
În 1989, el a participat la scrierea hit-ului country numarul 1 "Let Me Tell You About Love" de la The Judd, interpretând și la chitară.
În 1989, Perkins a semnat un contract pentru un album intitulat Friends, Family and Legends, prezentând performanțe aparținând unor nume ca: Chet Atkins, Travis Tritt, Steve Wariner, Joan Jett, Charlie Daniels, precum și Paul Shaffer și Will Lee. În timpul producerii acestui CD, în 1992 Perkins s-a îmbolnăvit de cancer la gât. Perkins se întoarce la studioul Sun din Memphis pentru a înregistra împreună cu Scotty Moore, primul chitarist al lui Presley. Cd-ul a fost numit 706 ReUNION, lansat sub Casa de discuri Belle Meade, incluzându-i pe D.J. Fontana, Marcus Van Storey și The Jordanaires. În 1993, Perkins a aparut împreună cu The Kentucky Headhunters într-un video muzical refăcut (după piesa “Dixie Friend”), filmat în Glasgow, Kentucky. Ultimul album Perkins Go Cat Go! a fost lansat în 1996 și a inclus noi colaborări cu mulți dintre artiștii mai sus menționați, precum și cu Geroge Harrison, Paul Simon, John Fogerty, Tom Petty și Bono. A fost lansat de către marca independentă Dinosaur Records.
Ultimul său concert important a fost “Music for Montserrat”, un concert caritabil ce a avut loc la Royal Albert Hall pe 15 septembrie 1997.

## Moartea și moștenirea
Carl Perkins a murit patru luni mai târziu, la vârsta de 65 de ani, la spitalul Jackosn-Madison County de cancer la gât, dupa ce a suferit câteva atacuri. Printre cei ce au participat la înmormântarea sa de la Lambuth University din 1998, s-au numărat: George Harrison, Jerry Lee Lewis, Wynonna Judd, Garth Brooks, Johnny Cash și June Carter Cash. Carl Perkins este îngropat la cimitirul Ridgecrest din Jackson, Tennessee.
În 2004, revista Rolling Stone l-au situat pe locul 69, din lista de 100 cei mai buni artiști ai tuturor timpurilor.
Soția lui Carl Perkins, Valda deVere Perkins a murit pe 15 noiembrie 2004, în Jackson, Tennessee.
Familia lui Perkins încă deține drepturile asupra cantecelor acestuia, fiind administrate de compania MPL Communications aparținand lui Paul McCartney.
Compania Fastlane Entertainment din Santa Monica, a anunțat filmul biografic: The Carl Perkins Story ce este planificat a fi lansat în 2009.